# バルバラ・ストロッツィ

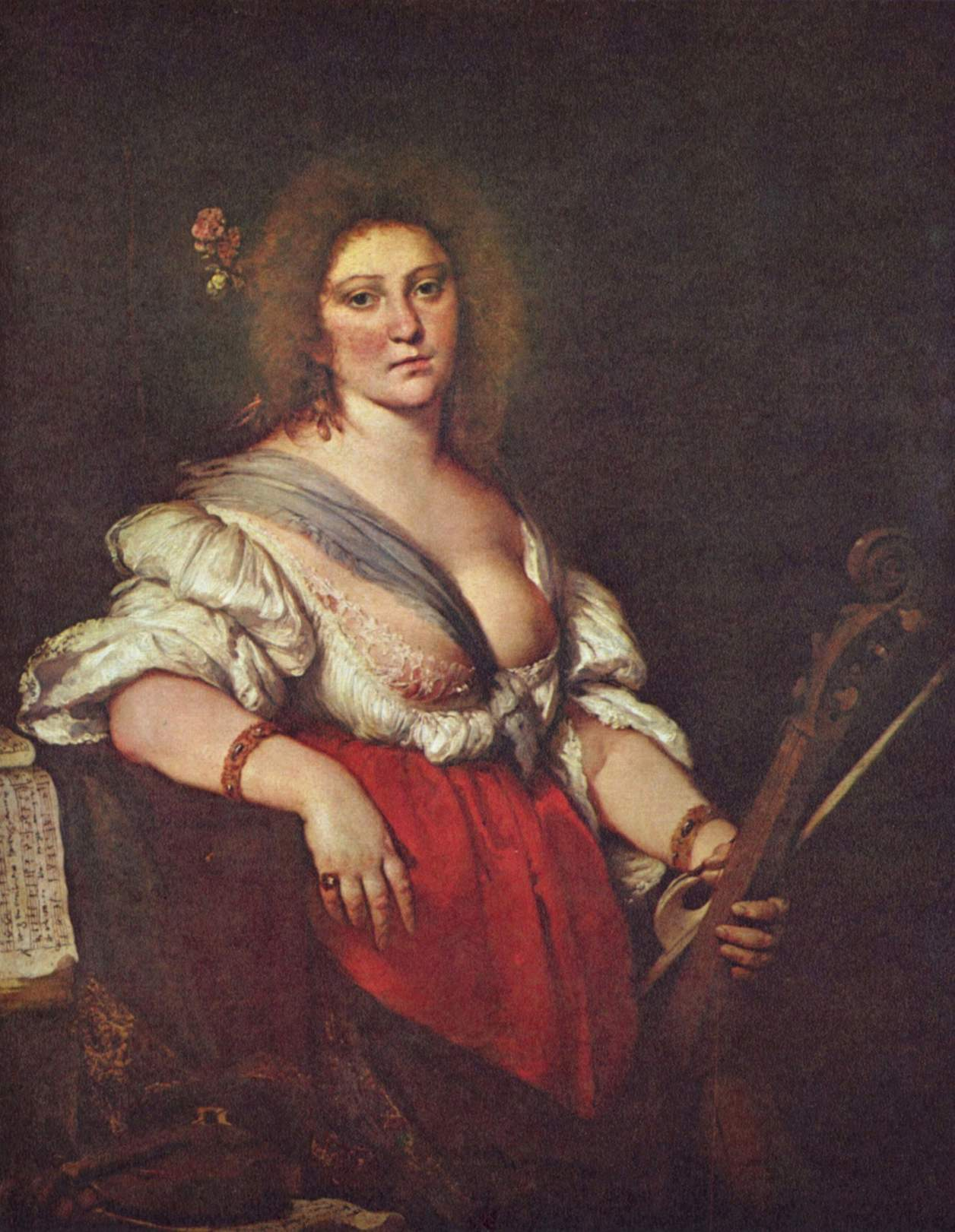
「ガンバを弾く女」
バルバラ・ストロッツィがモデルを務めたと推測される絵画。あたかも高級娼婦のように描かれているが、これは当時ヴェネツィア社会の「自立した女性」のイメージでもあった。

バルバラ・ストロッツィ（Barbara Strozzi, 1619年8月6日受洗 ヴェネツィア – 1677年11月11日 パドヴァ）はイタリア初期バロック音楽の作曲家・声楽家。

## 概要
台本作家ジュリオ・ストロッツィの養子であったが 、おそらくその私生児であった可能性が高い。父ジュリオの音楽討論サークルに歌手や会員として参加し、またフランチェスコ・カヴァッリに作曲を師事。
父親の死後に作曲と作品の出版を精力的に続け、出版譜の献辞から、神聖ローマ帝国皇帝フェルディナント2世や、リューネブルク公国后妃ゾフィーが初期のパトロンであったと察せられる。作品の大半はソプラノと数字つきバスのために作曲されており、これらはストロッツィ自身が歌うために作曲されたものと推測される。ストロッツィの作風は、モンテヴェルディの作品によって具体化された「第2の技法」に固く根を下ろしているが、声それ自体の表現力を基礎として、より叙情性が強調されている。
後半生において、おそらく経済的困難から音楽活動に行き詰まり、音楽界から身を退いた。その後の消息と没年については長らく不明とされてきたが、近年になって、養育費の必要から高利貸しを営んでいたことが明らかにされた。